# Karel Fučík
Karel Fučík (3. října 1876 Praha-Nové Město  – 22. listopadu 1951 Vráž u Písku) byl český operní pěvec-basista, otec komunistického novináře Julia Fučíka.

## Život
Narodil se v rodině pumpaře Jaroslava Fučíka (1843–1906) a jeho manželky Kateřiny, rozené Šichové (1850–??). Byl druhý ze 3 sourozenců.
Vyučil se soustružníkem kovů a až do svých 26 let pracoval jako dělník v továrně Ringhoffer na pražském předměstí Smíchově. Vedle zaměstnání zpíval v ochotnických představeních. V roce 1902 se rozhodl věnovat pouze divadlu a po deset let účinkoval v mnoha operách a operetách ve smíchovských divadlech.
V roce 1912 získal angažmá v opeře Městského divadla v Plzni, kde ztvárnil řadu rolí světového basového repertoáru. V roce 1921 se stal zástupcem režiséra a později inspicientem opery, operety a baletu.
V roce 1935 vážně onemocněl a odešel do ústraní. V obci Chotiměř si Karel Fučík zakoupil z tantiém po zemřelém bratru Juliovi vilku. V ní se též skrýval v počátcích Protektorátu jeho syn Julius.
Karel Fučík zemřel 22. listopadu 1951.

### Rodinný život
Dne 19. února 1901 se v Královských Vinohradech oženil s Marií Mottlovou (1878–??). Jejich syn byl pozdější novinář Julius Fučík. Mladší dcera Libuše se narodila roku 1905.
Karel Fučík byl bratrem kapelníka a skladatele Julia Fučíka, který byl též kmotrem jeho syna Julia.

## Karel Fučík v propagandě
- V posledních letech života využívala jméno Karla Fučíka, jako otce Julia Fučíka, komunistická propaganda; ta zejména zdůrazňovala jeho dělnický původ a vztah k dělníkům.[8][2]
- Ve filmu o dětství Julia Fučíka Julek (1979) hrál roli Karla Fučíka Ladislav Frej, jeho manželku Marii Jana Preissová.[9]